# ISA (cont)
Un Individual Savings Account (ISA), tradus în română ca un cont individual de economii, reprezintă un instrument financiar⁠(d) destinat economisirii și investițiilor, disponibil pentru rezidenții din Regatul Unit. Lansat în 1999, acest tip de cont beneficiază de un regim fiscal avantajos. Contribuțiile sunt efectuate din venituri nete (după impozitare), iar contul este scutit atât de impozitul pe venit, cât și de impozitul pe câștigurile de capital generate de investiții. În plus, sumele retrase din cont nu sunt supuse impozitării.
Depozite și o gamă largă de instrumente financiare pot fi incluse în acest mecanism, fără restricții privind momentul sau suma retragerilor. Începând din 2017, există patru tipuri principale de conturi: cash ISA, stocks & shares ISA, innovative finance ISA (IFISA) și lifetime ISA (LISA). Fiecare contribuabil dispune de un plafon anual de investiții (20.000 £ începând cu anul fiscal 2020–2021), care poate fi distribuit între cele patru tipuri de conturi, în funcție de preferințele individuale. De asemenea, copiii sub 18 ani pot deține un junior ISA, cu un plafon anual diferit.
Un nou tip de ISA, numit British ISA, a fost introdus de guvernul britanic în Bugetul de Primăvară din martie 2024. Acesta va avea un plafon anual separat de 5.000 £, suplimentar față de limita curentă de 20.000 £, și va fi destinat exclusiv investițiilor în companii din Regatul Unit.

## Istorie

### Origini
ISAs au fost introduse pe 6 aprilie 1999, înlocuind planurile anterioare de acțiuni personale (PEP), care erau foarte asemănătoare cu un Stocks and Shares ISA, și conturile de economii speciale scutite de impozit (TESSA), care erau similare cu un Cash ISA. Alte produse de economisire cu avantaje fiscale, anterioare ISAs, includ cele oferite de National Savings and Investments, o instituție de stat care, în trecut, a furnizat o gamă variată de conturi scutite de impozit, pe lângă propriile sale ISAs.
Junior ISAs, introduse în 2011, au înlocuit Child Trust Fund.
Cu câteva excepții, cum ar fi planurile de participare la acțiuni pentru angajați, toate contribuțiile investitorilor trebuie să fie în numerar, nu în natură. Adult ISAs sunt disponibile pentru rezidenții din Regatul Unit cu vârsta de peste 16 ani, care dețin un număr de asigurare națională, însă persoanele între 16 și 18 ani pot utiliza doar componenta de numerar pentru adulți sau pot beneficia de un Junior ISA.

### Tranziția din 1999 de la vechile tipuri de ISA
PEP-urile au fost transformate în stocks and shares ISAs, cu o excepție care permitea păstrarea investițiilor ce nu puteau fi deținute într-un stocks and shares ISA, dar care respectau reglementările PEP-urilor anterioare anului 2001.
În această perioadă, existau Mini ISAs, Maxi ISAs și TESSA-only ISAs. Un Mini ISA putea deține fie numerar, fie acțiuni, iar dacă era gestionat de o casă de fonduri sau o platformă, putea include un număr semnificativ de investiții. Pe de altă parte, un Maxi ISA putea deține atât numerar, cât și acțiuni. Oricare rezident al Regatului Unit, cu vârsta de 18 ani sau mai mult, putea contribui anual într-un singur Maxi ISA, cu ambele componente furnizate de aceeași instituție financiară. Alternativ, o persoană putea contribui în două Mini ISAs, câte unul pentru fiecare componentă. Cele două Mini ISAs puteau fi deschise la furnizori diferiți, în funcție de preferințele investitorului.
TESSA-only ISA era un tip de Cash ISA finanțat dintr-un TESSA, un alt predecesor al ISA-urilor. După 5 aprilie 1999 nu mai puteau fi create noi TESSA, iar termenul de cinci ani al tuturor TESSA-urilor a expirat până pe 5 aprilie 2004. TOISAs au fost introduse pentru a permite reinvestirea capitalului inițial (excluzând dobânda) investit într-un TESSA (până la 9.000 £) într-un cont scutit de impozit.

### Standarde CAT 1999-2005
În aprilie 1999, guvernul britanic a introdus un standard voluntar CAT pentru ISA-uri (care reprezintă "Costuri, Acces și Condiții"), destinat să le facă mai accesibile investitorilor neexperimentați și să atragă un număr mai mare de investitori prin costuri mai reduse. Acest standard nu garantează performanța investițională și nici faptul că investitorii vor achiziționa sau vor vinde tipul corect de produs financiar.
Multe fonduri de acțiuni respectă standardele CAT, însă restricțiile privind costurile înseamnă, în general, că aceste fonduri sunt fonduri indexate, care necesită o gestionare minimă și urmează un indice specific, cum ar fi FTSE 100.
Standardele CAT au fost eliminate de Ministerul Finanțelor pe 6 aprilie 2005, odată cu introducerea noii suite de produse pentru stakeholderi, deși ISAs care respectau aceste standarde au continuat să fie valabile în aceleași condiții și termeni.

### Modificări ale limitelor în perioada 2007-2009
În bugetul din martie 2007, limitele pentru anul fiscal 2008/2009 au fost majorate. Începând cu anul fiscal 2008/2009, distincția dintre Mini ISA și Maxi ISA a fost eliminată.
Până la finalul anului fiscal 2005/06, o componentă de asigurare era disponibilă atât pentru Maxi ISA, cât și pentru Mini ISA. Fondurile de investiții colective care îndeplineau condițiile pentru această componentă au fost reclasificate ca fiind eligibile fie pentru componenta Cash, fie pentru componenta Stocks & Shares.

### Limitele de subscriere anterioare
| An fiscal                              | Limită pentru Cash ISA                                              | Limită pentru Stocks & shares ISA | Limită totală de subscriere                          | Limită pentru Junior ISA |
| -------------------------------------- | ------------------------------------------------------------------- | --------------------------------- | ---------------------------------------------------- | ------------------------ |
| 1999/2000 până la 2007/2008 (mini ISA) | 3.000 £                                                             | 4.000 £                           | 7.000 £                                              | Nu era disponibil        |
| 1999/2000 până la 2007/2008 (maxi ISA) | 3.000 £                                                             | 7.000 £                           | 7.000 £                                              | Nu era disponibil        |
| 2008/2009                              | 3.600 £                                                             | 7.200 £                           | 7.200 £                                              | Nu era disponibil        |
| 2009/2010                              | 3.600 £ (5.100 £ pentru persoanele peste 50 de ani din 6 oct. 2009) | 7.200 £                           | 7.200 £ (10.200 £ pentru persoanele peste 50 de ani) | Nu era disponibil        |
| 2010/2011                              | 5.100 £                                                             | 10.200 £                          | 10.200 £                                             | Nu era disponibil        |
| 2011/2012                              | 5.340 £                                                             | 10.680 £                          | 10.680 £                                             | 3.600 £                  |
| 2012/2013                              | 5.640 £                                                             | 11.280 £                          | 11.280 £                                             | 3.600 £                  |
| 2013/2014                              | 5.760 £                                                             | 11.520 £                          | 11.520 £                                             | 3.720 £                  |
| 2014/2015 De la 1 iulie 2014           | 5.940 £ 15.000 £                                                    | 11.880 £ 15.000 £                 | 11.880 £ 15.000 £                                    | 3.840 £ 4.000 £          |
| 2015/2016 până la 2016/17              | 15.240 £                                                            | 15.240 £                          | 15.240 £                                             | 4.080 £                  |
| 2017/2018                              | 20.000 £                                                            | 20.000 £                          | 20.000 £                                             | 4.128 £                  |
| 2018/2019                              | 20.000 £                                                            | 20.000 £                          | 20.000 £                                             | 4.260 £                  |

În bugetul din martie 2010, Alistair Darling, pe atunci cancelar al Trezoreriei, a anunțat că, în anii următori, limitele de subscriere vor crește anual în concordanță cu inflația, rotunjite la cel mai apropiat £120, pentru a facilita calculul pentru persoanele care utilizează scheme de plată lunară. În perioada 2013-2014, indicele de inflație utilizat a fost modificat, trecând de la RPI la IPC.
În bugetul din martie 2014, cancelar al Trezoreriei, George Osborne, a anunțat că limita pentru ISA-urile adulte va fi majorată la 15.000 £ începând cu 1 iulie 2014, iar limita pentru Junior ISA va fi de 4.000 £. De la acea dată, economisitorii au avut posibilitatea de a investi întreaga sumă în depozite sau în acțiuni și titluri de valoare, sau o combinație a acestora. De asemenea, economisitorii pot transfera Stocks and shares ISAs într-un Cash ISA.

### Restricții eliminate din iulie 2014
Începând cu 1 iulie 2014, multe dintre restricții au fost semnificativ atenuate, iar pentru acest set de modificări a fost introdus termenul „New ISA”:
- Transferul dintr-un S&S ISA într-un Cash ISA a fost interzis. Transferul din Cash ISA într-un S&S ISA era permis din 2008/2009. Un JISA putea fi transferat în ambele direcții.
- Dobânda obținută din numerarul dintr-un S&S ISA nu mai este supusă unei taxe de 20%. Tot numerarul dintr-un S&S ISA este reglementat de normele FCA privind banii clienților, iar furnizorii de Cash ISA pot opta să adere la aceste norme, dacă doresc.
- Numerarul poate fi acum deținut într-un S&S ISA, chiar și atunci când nu este destinat investițiilor. Nu exista o limită de timp specifică pentru care numerarul putea fi păstrat conform reglementărilor anterioare; singura condiție era ca administratorul ISA să considere că banii sunt păstrați pentru o investiție viitoare.
- S&S ISA avea restricții privind achiziționarea de titluri de datorie publică, precum obligațiuni guvernamentale, obligațiuni corporative, debenturi și euroobligațiuni, care nu puteau fi achiziționate decât dacă mai erau cel mult cinci ani până la maturitatea acestora. Răscumpărarea condiționată, de exemplu pe baza performanței pieței viitoare, era acceptabilă, la fel ca și răscumpărarea anticipată a titlurilor de către emitentul acestora sau guvern, ori exercitarea opțiunilor în caz de neîndeplinire a obligațiilor, riscuri de insolvență sau încălcarea clauzelor.
- S&S ISA impunea un test cunoscut sub numele de „testul de 5%”, care presupunea o posibilitate credibilă de pierdere a cel puțin 5% din investiție. Investițiile care nu îndeplineau acest test trebuiau să fie transferate într-un Cash ISA:
  - Un Cash ISA poate încă să dețină investiții care nu au trecut testul de 5% pentru a fi păstrate într-un S&S ISA înainte de 1 iulie 2014, atunci când testul a fost eliminat, dar această opțiune era rar disponibilă, dacă nu chiar niciodată, din partea furnizorilor de Cash ISA. Astfel de investiții nu ar fi considerate depozite și nu ar beneficia de protecția FSCS pentru depozite, dar ar putea beneficia de protecția pentru investiții de până la £50.000. Furnizorul trebuie să explice în mod clar această situație. existat o interdicție privind transferul de la S&S ISA la cash ISA. Cash ISA către S&S a fost permis din 2008/2009. O JISA poate merge întotdeauna în ambele direcții.

## Tipuri

### Cash ISA
Un cont care beneficiază de scutire de taxe, de obicei conturi de depozit protejate de sistemul FSCS (Sistemul de Compensare a Serviciilor Financiare) până la limita de 85.000 GBP (totuși, sunt permise și fonduri protejate până la 50.000 GBP sau fonduri neprotejate; furnizorii sunt obligați să clarifice nivelul protecției). Aceste conturi sunt, în mod obișnuit, oferite de bănci și societăți de economii, dar pot fi furnizate și de firmele de investiții. Este obligatoriu ca sumele dintr-un Cash ISA să fie disponibile la cerere în termen de 15 zile, însă se poate aplica o penalizare pentru pierderea dobânzii în această situație, iar acest mecanism este specific depozitelor pe termen⁠(d).

### Help to Buy ISA
Help to Buy ISA, introdus în 2015, este un tip de Cash ISA care beneficiază de un bonus guvernamental, dar numai dacă fondurile sunt utilizate pentru plata avansului la achiziționarea unei locuințe de primă mână. Regula generală, conform căreia se pot deține mai multe conturi la același administrator ISA, se aplică și în acest caz. Mulți furnizori permit deținerea simultană a unui Help to Buy ISA și a altor conturi Cash ISA cu fonduri din anul curent. Totuși, este permisă deținerea unui singur Help to Buy ISA, iar dacă se dorește depunerea de fonduri din anul curent într-un Help to Buy ISA, toate sumele provenite dintr-un alt Cash ISA vor trebui să fie depuse la același furnizor.
Lifetime ISA, introdus în martie 2016, înlocuiește Help to Buy ISA. Conturile Help to Buy ISA puteau fi deschise până la 30 noiembrie 2019, iar contribuțiile pot continua până la 30 noiembrie 2029. Deținătorii de conturi pot opta și pentru un Lifetime ISA, însă bonusul guvernamental poate fi utilizat doar într-un singur cont pe persoană, pentru o singură achiziție. Transferurile din Help to Buy ISA către Lifetime ISA au fost permise începând cu anul fiscal 2017-2018, cu măsuri tranzitorii pentru acel an.
Criticile aduse Help to Buy ISAs includ:
- Unele conturi au fost promovate cu impresia că bonusul ar putea fi utilizat imediat pentru plata avansului la achiziționarea unei locuințe. Totuși, bonusul se acordă doar la finalizarea tranzacției,[21] ceea ce, de regulă, duce la micșorarea valorii ipotecii.[22]
- S-a raportat că schema, care până la mijlocul anului 2017 a costat statul britanic aproximativ 10 miliarde de lire sterline, nu a avut un impact semnificativ asupra creșterii ofertei de locuințe noi. În schimb, dezvoltatorii imobiliari au majorat prețurile, sporindu-și astfel profiturile.[23]

### Stocks and shares ISA
Banii investitorilor sunt plasați în „investiții eligibile”, care includ:
- numerar
- fonduri autorizate UCITS, cum ar fi fondurile de investiții și societățile de investiții deschise
- fonduri de investiții care respectă condițiile stabilite
- acțiuni de la companii listate pe piețele de valori mobiliare recunoscute. Este necesar ca acestea să fie listări complete, iar simpla tranzacționare nu este suficientă; acest lucru exclude segmentele de piață PLUS-quoted și PLUS-traded, dar PLUS în sine este acceptat; acțiuni ale companiilor necotate; warranturi; contracte futures și opțiuni. Începând cu 5 august 2013, acțiunile AIM sunt permise în ISAs.[25]
- titluri de datorie publică, cum ar fi obligațiuni guvernamentale, corporate, debenturi și Euroobligațiuni
- din 1 iulie 2014, anumite acțiuni de capital principal amânat emise de societăți de economisire și credit, unele tipuri de polițe de asigurare și alte investiții care erau considerate anterior prea riscante.

Este obligatoriu ca banii deținuți într-un Stocks and Shares ISA să fie disponibili la cerere în termen de 30 de zile, însă este permisă aplicarea unei penalități pentru pierderea dobânzii în cazul retragerilor anticipate.

### Innovative finance ISA
Innovative Finance ISAs (IF ISAs sau IFISAs) au fost introduse pe 6 aprilie 2016. Acestea sunt similare cu Cash ISAs și Stocks and Shares ISAs, dar sunt destinate investițiilor în împrumuturi peer-to-peer, un tip de investiție care nu era anterior eligibil pentru a fi deținut într-un ISA. Doar platformele care beneficiază de autorizare completă din partea FCA (Autoritatea de Conduită Financiară) și care au statut de manager ISA sunt eligibile să ofere IF ISAs. La momentul lansării, această cerință a exclus majoritatea platformelor mari deja existente, care așteptau autorizarea, lăsând disponibile doar opt platforme mai mici și 86 aflate în proces de aprobare. Crowdfunding-ul pe bază de acțiuni, deși similar cu împrumuturile peer-to-peer, nu este inclus în produsele eligibile pentru acest tip de ISA.
Începând cu 1 noiembrie 2016, multe debenturi transferabile, inclusiv titluri de datorie și obligațiuni, au devenit eligibile pentru a fi incluse într-un IF ISA, cu condiția ca acestea să fie emise de o companie sau o organizație caritabilă. Acestea pot fi incluse indiferent dacă sunt oferite printr-o platformă P2P sau nu.
Regulile privind limitele de subscriere și transferuri se aplică în mod similar pentru IF ISAs ca și pentru celelalte ISAs pentru adulți, inclusiv restricțiile conform cărora banii din anul curent pot fi depuși doar într-un singur ISA, iar pentru banii din anii anteriori nu există restricții privind numărul de manageri.

### Lifetime ISA
În bugetul din 2016, s-a anunțat introducerea contului Lifetime ISA (LISA), începând cu 6 aprilie 2017, ca o opțiune mai flexibilă de economisire pentru achiziționarea unei locuințe și pentru economiile destinate pensionării. Acest cont poate fi deschis doar de persoanele cu vârste între 18 și 40 de ani, iar la finalul anului fiscal (sau atunci când suma este utilizată pentru achiziționarea unei locuințe), se acordă un bonus de 25% pentru contribuțiile de până la 4.000 de lire pe an. Această sumă face parte din limita anuală totală a conturilor ISA, nu se adaugă suplimentar. După vârsta de 50 de ani, nu mai pot fi efectuate contribuții, iar dreptul la bonusul de 25% încetează, dar contul continuă să genereze dobânzi sau randamente din investiții. Conturile beneficiază de același tratament fiscal în ceea ce privește impozitul pe moșteniri ca și celelalte conturi ISA.
Investițiile permise sunt aceleași ca pentru Cash ISA sau S&S ISA, iar, similar acestora, nu există o limită pentru numărul de conturi, dar doar unul poate conține fonduri din anul fiscal curent. După ce contul este deschis de cel puțin 12 luni, sumele pot fi utilizate pentru achiziționarea unei prime locuințe, cu o valoare de până la 450.000 de lire, achiziționată printr-o ipotecă. Banii sunt transferați la notarul care se ocupă de transferul proprietății și pot fi returnați în contul ISA dacă tranzacția nu se finalizează. Există restricții pentru a preveni abuzul schemei, de exemplu, persoanele care achiziționează o locuință printr-un LISA nu pot închiria acea proprietate.
Banii pot fi retrași și după vârsta de 60 de ani. De asemenea, o persoană diagnosticată cu o afecțiune medicală ce presupune o speranță de viață sub un an poate retrage întreaga sumă, inclusiv bonusul, fără penalități, indiferent de vârstă, conform definiției din legislația similară privind pensiile. Oricare alt tip de retragere, inclusiv transferurile către un alt tip de ISA, atrage o penalizare de 25%. Deși atât bonusul, cât și penalizarea sunt de 25%, persoanele care retrag fonduri pentru scopuri neprevăzute vor înregistra o pierdere netă. De exemplu:
1.000 £ depuși + bonus guvernamental de 25% = 1.250 £ - penalizare de 25% = 937,50 £, ceea ce conduce la o pierdere netă de 62,50 £.
Totuși, guvernul a stabilit un precedent, prin care această penalizare poate fi redusă în perioadele de incertitudine economică, permițând ca LISA să fie folosită și ca un fond de urgență. De exemplu, în perioada martie 2020 – aprilie 2021, în contextul recesiunii cauzate de pandemia de COVID-19, penalizarea a fost redusă de la 25% la 20%, pentru a asigura faptul că persoanele care fac retrageri vor primi întreaga sumă depusă.
În 2022, economiile din LISA totalizau 1,5 miliarde de lire sterline, iar criza costului vieții, alimentată parțial de inflația în creștere, a generat apeluri pentru introducerea unei perioade temporare fără penalități, care să permită accesul la aceste economii.

### Junior ISAs
Junior ISAs au fost introduse la 1 noiembrie 2011, având o limită inițială de subscriere de 3.600 £, care a fost majorată la 9.000 £ în anul fiscal 2020-2021. La împlinirea vârstei de 18 ani, contul JISA se transformă într-un ISA pentru adulți. Similar conturilor pentru adulți, Junior ISAs sunt disponibile în două forme: economii în numerar (cash) și investiții în acțiuni și obligațiuni (stocks and shares). Retragerile din cont nu sunt permise înainte de vârsta de 18 ani, cu excepția cazurilor de boală terminală sau în cazul închiderii contului după decesul copilului. Un copil poate deschide propriul cont începând cu vârsta de 16 ani, iar dacă acest lucru nu se întâmplă, un părinte sau tutore cu responsabilitate parentală poate face acest lucru în numele lor.
Aceste conturi sunt disponibile pentru persoanele care îndeplinesc următoarele condiții:
- au vârsta sub 18 ani,
- s-au născut pe 3 ianuarie 2011 sau mai târziu, sau nu beneficiază de un „Child Trust Fund” (fond de trust pentru copii),
- sunt rezidenți în Marea Britanie sau sunt angajați ai Coroanei britanice, căsătoriți sau într-o relație civilă cu un angajat al Coroanei, ori sunt dependenți ai acestora.

Spre deosebire de un cont ISA pentru adulți, un copil poate deține doar un singur cont ISA în numerar și un singur cont ISA în acțiuni și obligațiuni, inclusiv pentru sumele provenite din anii anteriori. Totuși, transferurile între aceste două tipuri de conturi pot fi realizate între furnizori, la fel ca și în cazul conturilor pentru adulți. Până la întreaga limită anuală a JISA poate fi utilizată pentru o combinație între economii în numerar și investiții în acțiuni și obligațiuni. De asemenea, un cont suplimentar de economii ISA pentru adulți poate fi deținut între 16 și 18 ani. În anul în care copilul împlinește 18 ani, pot fi utilizate atât limitele contului pentru adulți, cât și cele pentru copii. Spre deosebire de un ISA pentru adulți, JISA permite transferuri din contul de acțiuni și obligațiuni în cel de economii în numerar.
Fiecare Junior ISA are un singur contact înregistrat, care este persoana cu responsabilitate parentală. Începând cu vârsta de 16 ani, copilul poate să se înregistreze ca propriul său contact, iar această înregistrare nu poate fi modificată ulterior. Cu excepția acestui caz și a părinților adoptivi care se înregistrează, contactul anterior va fi notificat pentru a obține consimțământul lor în cazul unei schimbări.

### British ISA
Guvernul britanic a anunțat în cadrul Bugetului din primăvara anului 2024 lansarea unui British ISA, cu o alocație anuală de 5.000 £, destinată exclusiv investițiilor în companii din Regatul Unit. Se preconizează că această sumă de 5.000 £ va fi adăugată la limita anuală de 20.000 £ disponibilă pentru ISAs. Scopul British ISA este de a stimula investițiile în companiile britanice, prin crearea unor reglementări specifice, care vor diferenția acest tip de ISA de cele existente, inclusiv în ceea ce privește transferurile și gestionarea numerarului.
Guvernul a demarat o consultare pentru a stabili modalitatea de implementare a British ISA, proces care va dura până în iunie 2024. Se estimează că acest ISA nu va fi disponibil înainte de 2025.

## Scheme similare în alte țări
Produse non-pensionare:
- Tax-Free Savings Account (TFSA) (Canada)
- Plan d'épargne en actions⁠(fr)[traduceți] (PEA) (Franța) are un plafon al contribuțiilor pe viață de 140.000 €. Avantajele fiscale se pierd dacă sumele sunt retrase în primii 5 ani.[44]
- Assurance-vie en France⁠(fr)[traduceți]  (Franța)
- Livret A (Franța)
- Tax-Free Savings Account (TFSA) (Africa de Sud) are un plafon anual al contribuțiilor de 36.000 ZAR și un plafon al contribuțiilor pe viață de 500.000 ZAR.[45]
- Индивидуальный инвестиционный счет⁠(ru)[traduceți]  (Cont de Investiții Individual, Rusia) are un plafon anual al contribuțiilor de 1.000.000 RUB. Avantajele fiscale se pierd dacă contul este închis în primii trei ani. Investițiile sunt limitate la titluri de valoare listate pe piețele bursiere din Rusia. Investitorii pot opta pentru o deducere fiscală de 13% la contribuțiile în cont sau pentru retragerea fără impozitare la închiderea contului.[46]
- Piano Individuale di Risparmio⁠(it)[traduceți] (Plan de Economii Individuale, PIR) (Italia) are un plafon anual al contribuțiilor de 30.000 € și un plafon al contribuțiilor pe viață de 150.000 €. Avantajele fiscale se pierd dacă banii sunt retrași în termen de 5 ani. 70% din investiție trebuie să fie în acțiuni ale companiilor cu prezență în Italia, iar 30% din acestea trebuie să fie în acțiuni ale IMM-urilor; aceste condiții pot fi îndeplinite prin investiții într-un fond conform PIR. PIR a fost introdus în 2017.[47]
- Investeringssparkonto⁠(sv)[traduceți] (ISK) (Suedia) nu este complet scutit de impozite, deoarece se aplică un impozit pe venit de 30% pentru venitul (mic) prezumat, care se stabilește anual; de exemplu, pentru 2020, cota de impozitare a fost de 0,375% din activele din cont.[48]
- Aksjesparekonto⁠(no)[traduceți]] (Cont de Economii pe Acțiuni, ASK) (Norvegia) permite acumularea fără impozitare a câștigurilor și (din 2019) a dividendelor pe acțiuni ale companiilor domiciliate în SEE și ale fondurilor mutuale, impozitul fiind aplicat doar la retrageri.[49]
- Aktiesparekonto (Cont de Economii pe Acțiuni, ASK) (Danemarca) a fost introdus în 2019. A avut un plafon anual inițial al contribuțiilor de 50.000 DKK, care a fost majorat la 200.000 DKK în 2022 și este impozitat la o rată redusă de 17% pe distribuții și câștigurile de capital (realizate și nerealizate).[50]
- Osakesäästötili (Cont de Economii pe Acțiuni) (Finlanda) a fost introdus în 2020. Are un plafon al contribuțiilor pe viață de 50.000 EUR și este scutit de impozitare.[51]
- Tartós befektetési számla⁠(hu)[traduceți] (Cont de Investiții pe Termen Lung) (Ungaria)

Produse pentru pensii:
- Superannuation (Australia)⁠(en)[traduceți]
- Individual retirement account⁠(en)[traduceți] (IRA)(Statele Unite), tipul de cont Roth IRA este similar, cu excepția restricțiilor suplimentare, și Roth 401(k) (Statele Unite)
- Nippon individual savings account (NISA)(Japonia), un cont japonez inspirat din modelul britanic, cu un plafon anual cumulativ de 1,2 milioane yen.
- Personal Retirement Savings Account (PRSA) (Irlanda)